# Массаренти, Адольфо
Адольфо Массаренти (итал. Adolfo Massarenti; 20 ноября 1856, Болонья — 9 февраля 1920, там же) — итальянский скрипач и музыкальный педагог. Сын известного медика Карло Массаренти. Племянник певицы Мариетты Альбони.
Ученик Карло Верарди. В 1880—1900-е гг. вторая скрипка Болонского квартета (примариус Федерико Сарти), завоевавшего широкое признание как ведущий итальянский струнный квартет Одновременно в 1878—1893 гг. играл в оркестре, собиравшемся для крупных музыкальных событий в Базилике Сан-Петронио.
На протяжении многих лет преподавал в Болонском музыкальном лицее; среди его учеников — Марио Корти, Гаэтано Полластри, Мануэль Вискасильяс, Федерико Барера, а также его собственный сын Карло. Современники вспоминали о нём как об обладателе «прекрасного артистического темперамента», «живого и сообразительного ума» и «искреннейшего сердца».